# Nenad Puljezević
Nenad Puljezević, madžarski rokometaš srbskega rodu, * 13. marec 1973, Beograd.
Leta 2010 je na evropskem rokometnem prvenstvu s madžarsko reprezentanco osvojil 14. mesto.